# Stanisław Achingier
Stanisław Achingier herbu własnego – poborca podatkowy księstw oświęcimskiego i zatorskiego w latach 1632 i 1633.
Stawił się na popis pospolitego ruszenia księstwa oświęcimskiego i zatorskiego pod Lwowem w październiku 1621 roku.